# Epidendrum aristatum
Epidendrum aristatum là một loài thực vật có hoa trong họ Lan. Loài này được Ackerman & Montalvo mô tả khoa học đầu tiên năm 1986.